# کارول پاتر
کارول پاتر (انگلیسی: Carol Potter؛ زادهٔ ۲۱ مهٔ ۱۹۴۸) بازیگر اهل ایالات متحده آمریکا است.
از فیلم‌ها یا مجموعه‌های تلویزیونی که وی در آن‌ها نقش داشته است می‌توان به بورلی هیلز، ۹۰۲۱۰ و سانست بیچ اشاره نمود.